# SUV

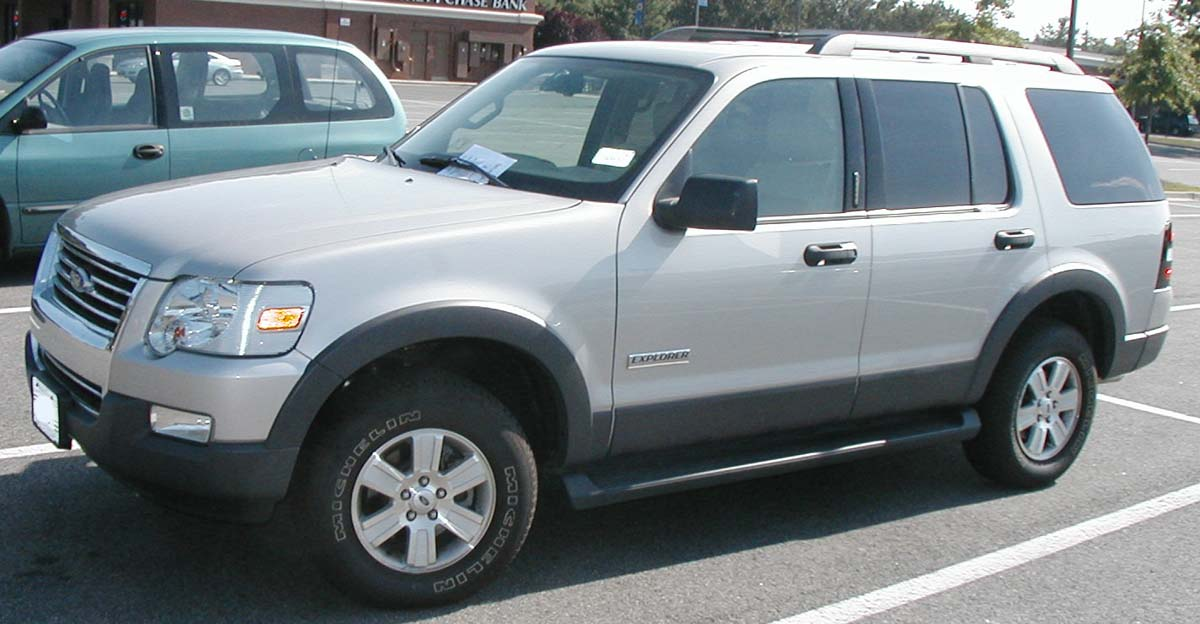
Ford Explorer, nejlépe se prodávající SUV střední velikosti ve Spojených státech

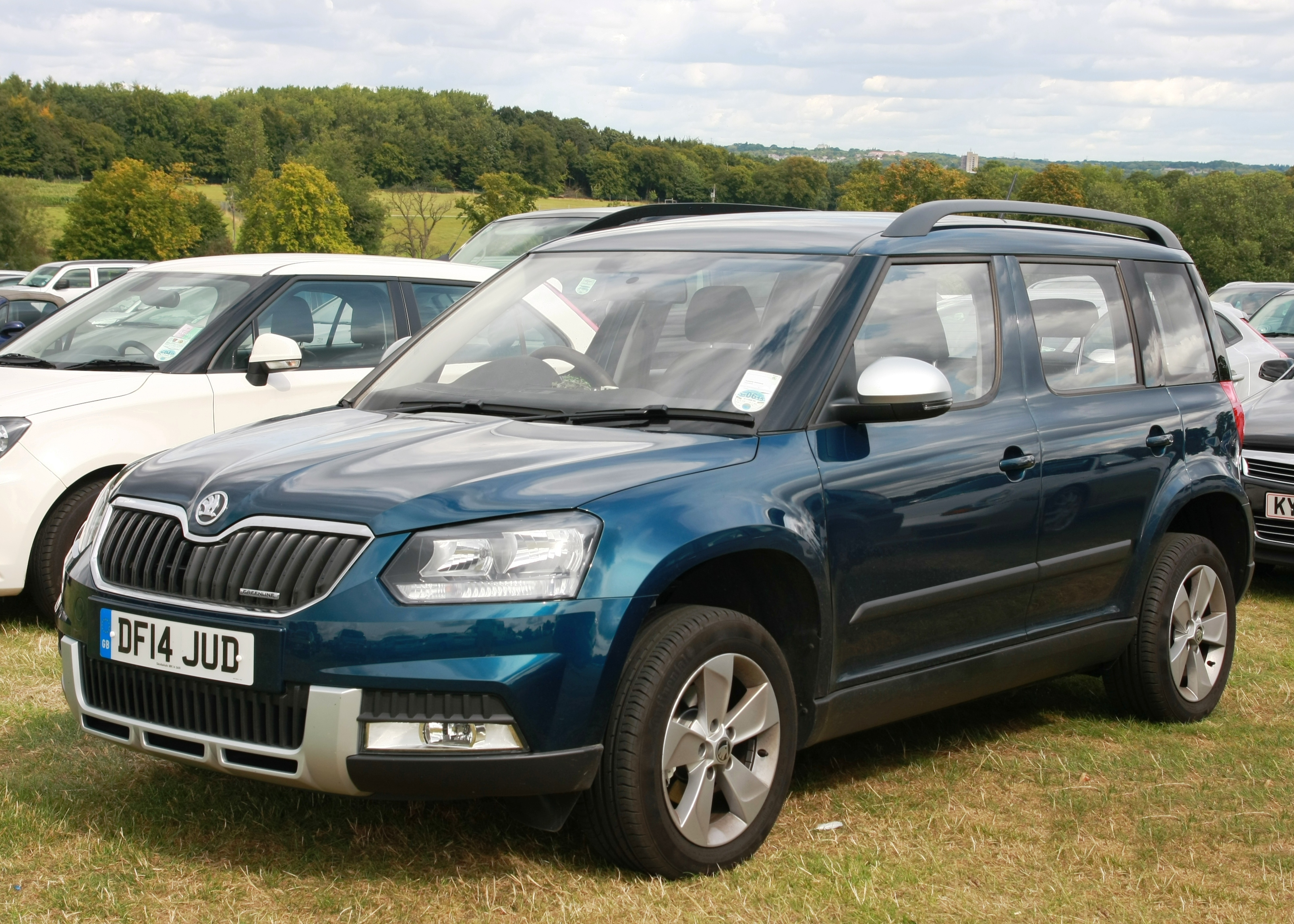
Škoda Yeti, malé SUV

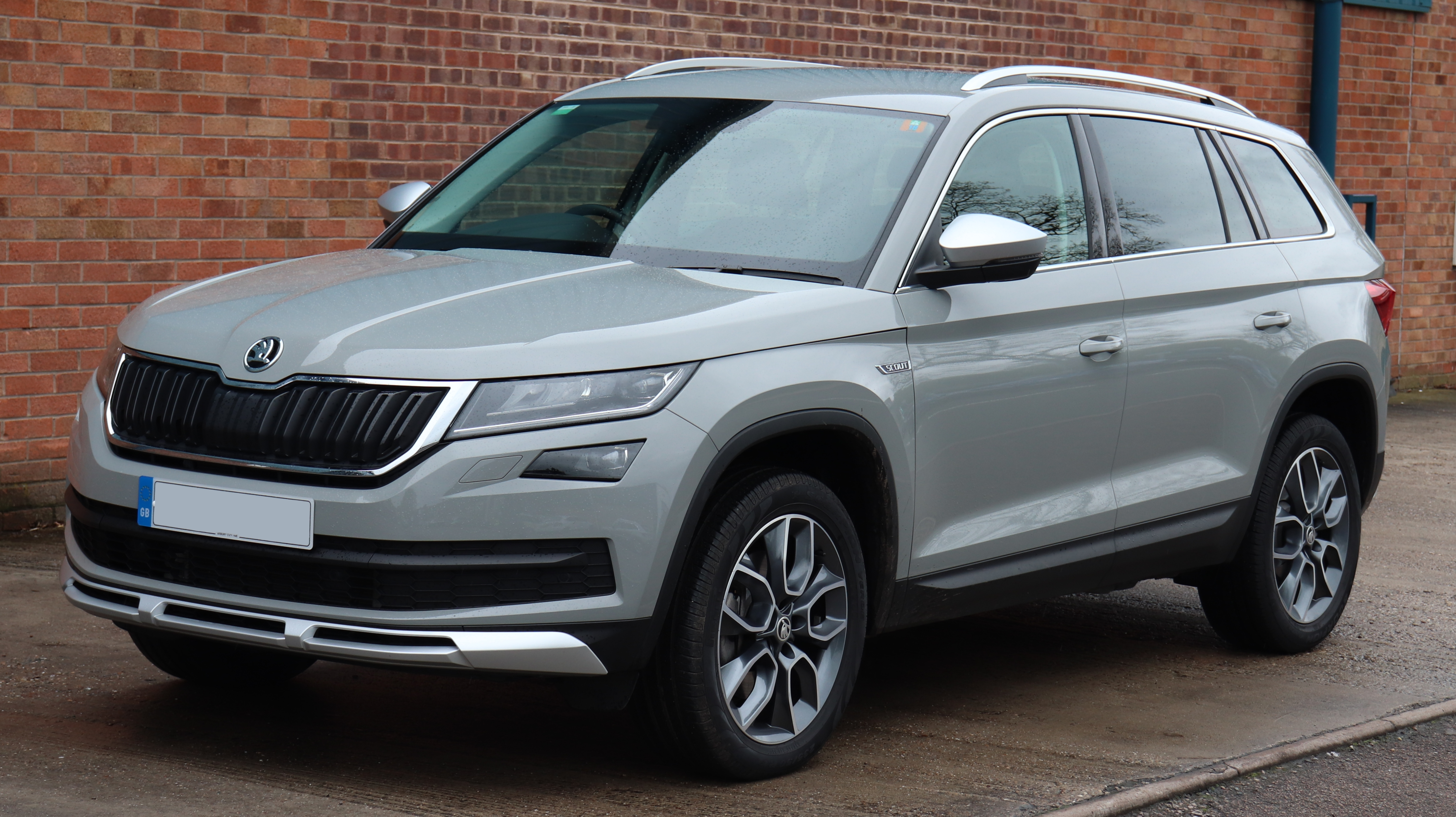
Škoda Kodiaq, velké SUV

SUV (zkratka anglického sport utility vehicle, česky sportovní užitkové vozidlo) je kategorie automobilů, která kombinuje výhody terénních vozidel, tedy schopnost pohybu i mimo silnice, robustnost či větší vnitřní a zavazadlový prostor, s pozitivními vlastnostmi silničních osobních vozidel (komfort, ovladatelnost na silnici). Oproti běžným automobilům mají však i některé nevýhody. V českém prostředí bývají vozidla kategorie SUV s těmi terénními často mylně zaměňována. U SUV zcela nepřevládá žádná složka jejich použití – jsou navrženy tak, aby se mohly pohodlně pohybovat jak v městském prostředí, tak mimo pozemní komunikace.
Za zakladatele dnešních vozů SUV je považován Range Rover. Bývá za něj označován také Chevrolet Suburban, který původně vznikl jako osobní provedení menšího dodávkového vozu, coby velký station wagon. K popularizaci těchto aut došlo po roce 2010. V roce 2009 tvořila SUV 9 % evropského trhu, přičemž v roce 2018 už 36 %. Jejich rozšíření souvisí s měnícími se potřebami motoristů, pro které jsou přednější jejich výhody nad nevýhodami:

## Vlastnosti

### Výhody
- Větší prostor (v porovnání s běžnými osobními automobily) znamená vyšší komfort a větší zavazadlový prostor. Vyšší posaz usnadňuje nastupování a vystupování, připoutávání dětí na dětské sedačky a přístupnost zavazadlového prostoru. Většina SUV střední velikosti má tři řady sedadel, pojme tak šest (někdy i více) cestujících.
- Vyšší úroveň pasivní bezpečnosti vyplývající z hmotnosti a rozměrů vozidla.[zdroj?]
- SUV se může uplatnit jako tahač přívěsů a karavanů, některé SUV mohou utáhnout 3-4 tuny.
- Většina SUV má pohon všech kol (někdy označován jako 4WD nebo 4×4) zlepšující terénní schopnosti.
- Zpravidla větší a robustnější kola přispívají ke zvýšení výšky celého vozu a tím i úrovně, z níž řidič shlíží na vozovku a má tak obecně větší přehled.

### Nevýhody
- SUV mají téměř bez výjimky (neplatí u hybridních a ekologických verzí SUV)[zdroj?] větší spotřebu než konvenční automobily.[2] Zejména pro USA, kde jsou SUV velmi oblíbené, to znamená nesnižující se import ropy, se všemi nevýhodami, které to obnáší.[zdroj?]
- SUV mají obecně (neplatí u hybridních a ekologických verzí SUV) vyšší emise oxidu uhličitého do atmosféry.[1] Průmysl s SUV byl mezi roky 2010 až 2018 druhým největším přispěvatelem do vzrůstu skleníkových plynů na světě.[3]
- SUV jsou téměř vždy těžší než běžné osobní automobily. Při stejné rychlosti mají větší hybnost a jsou hůře manévrovatelné.
- Statisticky jsou SUV méně bezpečné než běžná menší auta. Člověk v SUV má o 11 % vyšší pravděpodobnost, že zahyne při dopravní nehodě.[1] Kvůli větším kolům je těžiště posazeno výše a když už dojde k nehodě, mají SUV větší tendenci se překlopit na stranu nebo na střechu. Auta SUV páchají kvůli své váze a konstrukci větší škody také na druhém účastníkovi nehody.[4]
- SUV představují v porovnání s běžnými osobními automobily větší nebezpečí pro ostatní účastníky silničního provozu. Například značně zvyšují úmrtnost při sražení chodce (až dvakrát či třikrát).[5] Menší osoby, jako například děti, nacházející se poblíž SUV často z auta ani nejsou vidět.
- SUV přispívají větší měrou k opotřebování komunikací než běžné osobní automobily (kvůli vyšší hmotnosti).